# Agrotis confluens
Agrotis confluens är en fjärilsart som beskrevs av John Henry Leech 1889. Agrotis confluens ingår i släktet Agrotis och familjen nattflyn. Inga underarter finns listade i Catalogue of Life.